# Keito Nakamura
Keito Nakamura (jap. 中村敬斗 Nakamura Keito; ur. 28 lipca 2000 w Abiko) – japoński piłkarz grający na pozycji skrzydłowego w LASK Linz.

## Kariera klubowa
Treningi piłkarskie rozpoczął w szkółce piłkarskiej Kashiwa Reysol, z której trafił do Koyasan SSS. Następnie był zawodnikiem Mitsubishi Yowa, z którego w grudniu 2017 przeszedł do Gamby Osaka. W lipcu 2019 został wypożyczony na dwa lata z opcją wykupu do FC Twente. W czerwcu 2020 trafił na wypożyczenie do Sint-Truidense VV. W lutym 2021 został wypożyczony na rok do FC Juniors OÖ. W sierpniu tegoż roku podpisał trzyletni kontrakt z LASK Linz. W sierpniu 2022 przedłużył kontrakt z klubem o rok.

## Kariera reprezentacyjna
Młodzieżowy reprezentant Japonii. W 2017 roku wraz z kadrą U-17 wystąpił na mistrzostwach świata, na których strzelił 4 gole. Dwa lata później zagrał na mistrzostwach świata z reprezentacją U-20.
W seniorskiej kadrze zadebiutował 24 marca 2023 w zremisowanym 1:1 meczu z Urugwajem. 15 czerwca 2023 w wygranym 6:0 spotkaniu z Salwadorem strzelił swojego pierwszego gola dla reprezentacji.